# Castellaccio di Prile
Il Castellaccio di Prile, o più semplicemente Castellaccio Prile, è un insediamento fortificato situato nell'omonima località del territorio comunale di Castiglione della Pescaia.
Il complesso venne edificato in epoca medievale, ma ancora non è noto chi lo abbia costruito e a chi sia appartenuto nelle epoche successive; è incerta anche l'epoca del suo abbandono.
Il Castellaccio di Prile si presenta sotto forma di ruderi immersi nella vegetazione dell'area collinare su cui è situato. Delimitato da una cinta muraria, è costituito dai resti di un borgo medievale che si sviluppa nella parte inferiore dell'insediamento, mentre nella parte alta, da cui si domina il restante insediamento e il territorio circostante, si trovano i resti di una struttura fortificata, quasi sicuramente un cassero con rocca.